# Diestota puncticeps
Diestota puncticeps är en skalbaggsart som beskrevs av Sharp 1880. Diestota puncticeps ingår i släktet Diestota och familjen kortvingar. Inga underarter finns listade i Catalogue of Life.